# Xanthostemon myrtifolius
Xanthostemon myrtifolius är en myrtenväxtart som först beskrevs av Adolphe-Théodore Brongniart och Jean Antoine Arthur Gris, och fick sitt nu gällande namn av Renato Pampanini och Pampal.. Xanthostemon myrtifolius ingår i släktet Xanthostemon och familjen myrtenväxter. Inga underarter finns listade i Catalogue of Life.